# 冬野夜空
冬野 夜空（ふゆの よぞら、男性、1997年〈平成9年〉12月19日 - ）は、日本の小説家。

## 概要
高校2年生（16歳）のとき、SFやライトノベルなどのジャンルから執筆を始め、完結したものは賞に応募し、落選したものはネット上で公開していた。目白大学在学中の2019年、『満月の夜に君を見つける』で作家デビューした。2021年3月、大学を卒業。
好きな作家として三秋縋、西尾維新、伊藤計劃などの名前を挙げ、特に三秋の『三日間の幸福』はデビュー作の『満月の夜に君を見つける』の執筆に影響したと語っている。

## 作品リスト

### 単行本
- 『満月の夜に君を見つける』（スターツ出版文庫、2019年8月）[6]
  - 単行本版（書下ろし「聖なる夜に君を見つける」を収録、スターツ出版、2022年11月）
- 『一瞬を生きる君を、僕は永遠に忘れない。』（、スターツ出版文庫、2020年1月）[7]
- 『あの夏、夢の終わりで恋をした。』（スターツ出版文庫、2020年6月）[8]
- 『100年越しの君に恋を唄う。』（スターツ出版文庫、2021年3月）[9]
- 『すべての恋が終わるとしても 140字の恋の話』（スターツ出版、2022年3月）
- 『すべての恋が終わるとしても 140字のさよならの話』（スターツ出版、2023年4月）
- 『すべての恋が終わるとしても 140字の忘れられない恋』（スターツ出版、2024年1月）

### アンソロジー収録作品
「」内が冬野の作品
- 『余命 最後の日に君』（スターツ出版文庫、2022年9月） 「優しい嘘」

### その他
- 「解説」 - 鵜飼有志『死亡遊戯で飯を食う。3』（MF文庫J、2023年4月）巻末収録